# Дєдовці (Псковська область)
Дєдовці (рос. Дедовцы) — присілок в Пушкіногорському районі Псковської області Російської Федерації.
Населення становить 28 осіб. Входить до складу муніципального утворення Муніципальне утворення Пушкіногор'я.

## Історія
Від 2015 року входить до складу муніципального утворення Муніципальне утворення Пушкіногор'я.

## Населення
| 2001 | 2002 | 2010 |
| ---- | ---- | ---- |
| 32   | ↗34  | ↘28  |